# Gösta Henning
Henning Gösta Henning, född 23 maj 1914 i Linghed i Dalarna, död 7 mars 1990 i Angered, var en svensk målare. Han utbildade sig på egen hand under resor i Europa och Amerika. Henning målade ofta realistiska oljemålningar med vildmarksmotiv från Norrland med fjällforsar och sjöar. Han är gravsatt i minneslunden på Kvibergs kyrkogård i Göteborg.